# نادي خيخون جوفلانوس لكرة اليد
نادي خيخون جوفلانوس لكرة اليد هو نادي كرة يد في إسبانيا تأسس في سنة 2009 يقع مقره في منطقة أستورياس. تبلغ سعة ملعبه 5197 متفرجا.